# إلينا كولومر
إلينا كولومر (بالإسبانية: Elina Colomer) هي ممثلة أرجنتينية، ولدت في 1922 في بوينس آيرس في الأرجنتين، وتوفي بنفس المكان في 2 يونيو 1987 بسبب نوبة قلبية.

## وصلات خارجية
- إلينا كولومر على موقع IMDb (الإنجليزية)
- إلينا كولومر على موقع قاعدة بيانات الفيلم (الإنجليزية)